# Municipio de Cranford
El municipio de Cranford (en inglés: Cranford Township) es un municipio ubicado en el condado de Union en el estado estadounidense de Nueva Jersey. En el año 2020 tenía una población de 23,847 habitantes y una densidad poblacional de 1,902.4 personas por km².

## Geografía
El municipio de Cranford se encuentra ubicado en las coordenadas 40°39′23″N 74°18′13″O / 40.65639, -74.30361.

## Demografía
Según la Oficina del Censo en 2007 los ingresos medios por hogar en la localidad eran de $99,281 y los ingresos medios por familia eran $114,738. Los hombres tenían unos ingresos medios de $60,757 frente a los $41,020 para las mujeres. La renta per cápita para la localidad era de $33,283. Alrededor del 2.5% de la población estaba por debajo del umbral de pobreza.